# 1835年5月27日日食
1835年5月27日日食为一次在协调世界时1835年5月27日出現的日環食。該次日食食分為0.9486，食甚維持6分44秒。

## 概述
這次日食的食分是0.9486，環食維持6分44秒。

## 基本參數
- 類型：日環食
- 食甚資料：
  - 日期：1835年5月27日
  - 時間：13時35分42秒
  - 地點：5N 20W
  - 食分：0.9486
  - 日環食持續時間：6分44秒

## 外部連結
- NASA日食專頁（页面存档备份，存于）（英文）